# Blanca Rosa Gómez Morante
Blanca Rosa Gómez Morante nasceu em Torrelavega (Cantábria, Espanha) em 26 de dezembro de 1958. É a atual Presidente do Partido Socialista de Cantábria (federação do PSOE naquela província), e atual prefeita do município de Torrelavega.